# 38628 Huya
För andra betydelser, se Huya (olika betydelser).
38628 Huya (2000 EB173) är ett transneptunskt objekt i Kuiperbältet. Det är klassificerat som en plutino och är möjligen en dvärgplanet. Objektet upptäcktes den 10 mars 2000 av astronomen Ignacio Ferrin vid Merida och är det ljusaste transneptuniska objekt man hittat sedan Pluto.  Den är uppkallad efter guden Huya i Wayuu folkets mytologi.

## Fysiska egenskaper
Objektet uppskattades ha en diameter på cirka 530 kilometer enligt Spitzerteleskopet, men har senare, enligt både Spitzer- och Herschelteleskopets mätningar, ändrats till 458,7 ± 9,2 km. Med tanke på att objektet har en måne uppskattas numera diametern vara 406 ± 16 km. 
Himlakroppen har ett svagt synligt rödfärgat, nästan infrarött reflektionsspektrum, vilket tyder på att ytan kan vara rik på organiskt material som t. ex. tholiner.

## Omloppsbana
Medelavståndet från solen är cirka 39,72 astronomiska enheter. Objektet befann sig perihelium under december 2014 och befinner sig i mars 2017 28,6 astronomiska enheter från solen. Huyas omloppsbana är formad, liksom Plutos, så att objektet ibland befinner sig närmare solen än Neptunus. Objektet befinner sig för närvarande närmare solen än Neptunus och kommer vara det tills juli 2029.

## Månar
Den 12 juni 2012 upptäcktes en måne som kretsar runt objektet. Den upptäcktes av Keith S. Noll, William M. Grundy, Hilke E. Schlichting, Ruth Murray-Clay och Susan D. Benecchi genom observationer med Hubbleteleskopet. Månen uppskattas ha en diameter på 213 ± 30 km och ha 1 800 kilometers avstånd från Huya. Månen har den provisoriska beteckningen S/2012 38628 Huya 1. 